# Fred Williams (Basketballspieler)
Fred Elmore Williams (* 14. April 1973 in Biloxi) ist ein ehemaliger US-amerikanischer Basketballspieler.

## Leben
Williams spielte von 1991 bis 1995 in seinem Heimatland an der University of Southern Mississippi in der NCAA. In 106 Einsätzen für die Hochschulmannschaft erreichte der zwei Meter große Flügel- und Innenspieler im Durchschnitt 4,8 Punkte sowie 3,2 Rebounds je Begegnung. In seiner letzten Saison kam er auf 6,8 Punkte pro Partie. Williams unterschrieb 1995 seinen ersten Vertrag als Berufsbasketballspieler beim Verein Þór aus der isländischen Stadt Akureyri. Er spielte dort bis 1997. In seiner ersten Saison in Island erzielte Williams im 29 Spielen im Durchschnitt 25,2 Punkte sowie 12,2 Rebounds je Begegnung im zweiten Spieljahr steigerte die Mittelwerte auf 28 Punkte und 16,1 Rebounds je Begegnung (22 Einsätze). Zwischen den beiden Spielzeiten in Island noch bei der Mannschaft Atlanta Trojans in der US-Liga USBL. Während seiner Zeit in Island war er beim Verein Þór auch als Trainer tätig.
In der Saison 1997/98 stand Williams beim finnischen Erstligisten LaNMKY in Lahti unter Vertrag und brachte es dort in 34 Spielen auf 16,6 Punkte und 8,8 Rebounds je Einsatz. 1998 wechselte er zum TV 1860 Lich nach Deutschland und stieg mit der Mannschaft im Spieljahr 1998/99 von der 2. Basketball-Bundesliga in die Basketball-Bundesliga auf. Er blieb den Mittelhessen auch in der ersten Liga treu und war dort in der Saison 1999/2000 wie zuvor in der unteren Spielklasse ein Licher Leistungsträger (15,5 Punkte, 7,2 Rebounds/Spiel), verpasste mit dem TV aber den Klassenerhalt.
In der Sommerpause 2000 wechselte Williams innerhalb der Bundesliga zu TSK Bamberg und spielte dort bis 2002. In beiden Spielzeiten verbuchte er im Durchschnitt zweistellige Punktwerte (14,9 Punkte/Spiel in der Saison 2000/01 sowie 13,8 Punkte/Spiel in der Saison 2001/02). Anschließend blieb der US-Amerikaner mehrere Monate lang vereinslos, ehe er im Februar 2003 vom Zweitligisten SSV Ratiopharm Ulm verpflichtet wurde und somit bis zum Ende des Spieljahres 2002/03 abermals in Deutschland spielte.
In der Saison 2003/04 spielte Williams bei Mabetex Pristina im Kosovo. In der Saisonvorbereitung 2005/06 war der US-Amerikaner beim Mitteldeutschen BC als Neuzugang im Gespräch, wurde aber nicht mit einem Vertrag ausgestattet.
Nach dem Ende seiner Spielerzeit wurde Williams als Sportlehrer an der Gautier High School im US-Bundesstaat Mississippi beschäftigt und betreute an der Schule von 2007 bis 2017 als Trainer die Basketball-Mädchenmannschaft. Nach anderen Lehrerstellen wurde er später in der Leitung des Pascagoula-Gautier School Districts in Mississippi tätig.